# アイリーン・ルスティック
アイリーン・ルスティック(Irene Lusztig、1974年 - ) は、イングランド系アメリカ人のドキュメンタリー映画作家、芸術家である。ルスティックは、作品を通じて、歴史的な記憶やアーカイブ、共産主義とポスト共産主義、そしてフェミニスト歴史学についての探求を行っている。
ルスティックは、1974年にイギリスで生まれ、アメリカ合衆国・ボストンで育った。現在は、サンタクルーズ_(カリフォルニア州)に在住している。
彼女は、ハーバード大学で映画製作と中国研究で学士号を取得したのち、バード大学ミルトン・エイブリー芸術学大学院で映画と映像の修士号を取得した。
現在は、カリフォルニア大学サンタクルーズ校デジタルメディア学科で教鞭をとっている。
ルスティックの映画は、数多くの映画祭で上映されてきた。彼女の作品が上映された映画祭としては、ベルリン国際映画祭、リンカーン・センター映画協会、ロンドン映画祭、アメリカン・フィルム・インスティチュートのAFIドキュメンタリー映画祭、アムステルダム国際ドキュメンタリー映画祭、ホットドックス・カナダ国際ドキュメンタリ―映画祭、ドクリスボア（ポルトガル・リスボンで開催されるドキュメンタリー映画祭）などがある。
また、ルスティックの映像作品は、ボストン美術館やニューヨーク近代美術館などの美術館や、アンソロジー・フィルム・アーカイヴズやパシフィック・フィルム・アーカイヴといった、フィルム・アーカイヴ施設においても、展示・上映が行われてきた。

## 経歴
ルスティックの長編映画デビュー作は、2001年に公開された
『リコンストラクション(Reconstruction）』である。この映画は、ルスティックの祖母に起きた出来事に基づいている。ルーマニア系ユダヤ人であったルスティックの母方の祖母、
モニカ・セヴィアヌは、1959年にヨアニド・ギャングによる銀行強盗に関わった罪で終身刑を宣告された。『リコンストラクション』ではこのエピソードに基づいている。家族の歴史という、ルスティック個人のレンズを通して、ルーマニア共産主義の歴史と、その繰り返し、権威主義的な政治の問題を照射した作品である。
この映画は、アムステルダム国際ドキュメンタリー映画祭の初出場プログラムにおいて国際プレミア上映がなされた他、ニューヨーク現代美術館におけるドキュメンタリ―映画祭「ドック・フォートナイト（Doc Forgnight）」にて上映された。その後、ARTEでの放映も行われた。
この映画について、『ボストン・フェニックス』誌は「野心的であり、かつ広大な見通しをもった映画」と称賛し、『バラエティ』誌は「最高級の私的ドキュメンタリーの一例」と絶賛した and hailed as "an example of personal documentary at its best" by Variety.。
2003年、『フィルムメイカー』誌は、ルスティックを「インディーズ映画のニューフェイス25人」のひとりに選出している
。

ルスティックが2013年に発表した長編映画『母性のアーカイヴズ（The Motherhood Archives）』は、100本以上の教育映画アーカイブの映像を組み合わせ、イデオロギーに媒介された、20世紀の出産の歴史が探求されている
。

2018年に公開された長編映画『ユアーズ・イン・シスターフッド（Yours in Sisterhood）』では、1970年代に、フェミニズム誌『Ms.』に送られた、未発表の手紙に焦点を当てている 。この映画は、近年のフェミニズム政治学の文脈のなかで、1970年代の歴史と第二波フェミニズムを検証しようとしたものである。
この映画は、2018年のベルリン国際映画祭のフォーラムでプレミア上映され、テディ賞のドキュメンタリー／エッセイ部門にノミネートされた。 
2015年から2017年にかけて撮影された『ユアーズ・イン・シスターフッド』では、身体的傾聴（embodied listening)の手法が用いられていて、、アメリカ全土のそれぞれの場所に生きる現代の女性たちに『Ms.』の編集者に送られた手紙を読み上げるとともに、それについて省察することを促す。1972年から1980年にかけて『Ms.』編集長に宛てて書かれた手紙が、現代の女性たちによって読みあげられ、省察されるのである 。
この作品は、『ハフポスト』、『 ワシントン・ポスト』 、『ロサンゼルス・レビュー・オブ・ブックス』、『ハイパーアレルジック』によって、大きな称賛を受けた。

2023年に公開された長編映画『リッチランド(Richland)』 は、アメリカワシントン州にある郊外の街、リッチランドに暮らす人々に焦点を当てたドキュメンタリー映画である。リッチランドは、マンハッタン計画の下で設営された核燃料生産拠点ハンフォード・サイトで働く人々のために人工的に創られた街である。ルスティックはこの映画のなかで、この街の現在を生きる人々との対話を繰り返しCITEREFひとシネマ2024、そのなかで見出された人々の姿とその声を映し出している。
この映画はその後、2024年7月に日本でも公開され、ミニシアターを中心に全国約30カ所で上映が行われている。

ルスティックの映画においては、歴史的な資料や素材が、現代における対話に持ち込まれる。それによって、鑑賞者は、個人的・集合的・国家的な記憶の生成といった問題や、政治やイデオロギーに関する問題など、より大きな問題を理解し考えていくための方法として、歴史的な空間を探索するよう促されるのだ。
ルスティックの映画は、リンカーン・センター映画協会 、アンソロジー・フィルム・アーカイヴズ、パシフィック・フィルム・アーカイヴ 、ロンドン映画祭、ホットドックス・カナダ国際ドキュメンタリ―映画祭 、AFIドキュメンタリー映画祭 、メルボルン国際映画祭、モントリオール国際映画祭など、世界中で上映されている。
ルスティックは、映画制作以外にも、プロデューサーとしても活躍している。『コンテンツインベントリー(Contents inventory)』(2021)、『視界の外（Out of Sight）』(2015)、『母性テスト（Maternity Test）』(2014)、『イグジット426: ワトソンビル(Exit426: Watsonville)』(2012)、『サマンサ・スミス・プロジェクト（The Samantha Smith Project）』(2005)、『リコンストラクション（Reconstruction）』(2002)などの映画では、プロデューサーを務めている。

## 映画
| Year | 映画タイトル                      | 上映時間 | 形式                                              | 備考                                                                     |
| ---- | --------------------------------- | -------- | ------------------------------------------------- | ------------------------------------------------------------------------ |
| 2023 | リッチランド（Richland）          | 93分     | デジタルシネマパッケージ, 5.1ch                   | 配給 KOMSOMOL FILMS LLC（2023年アメリカ） 配給ノンデライコ（2024年日本） |
| 2018 | Yours in Sisterhood               | 101分    | 高精細度ビデオ                                    | 配給 Women Make Movies                                                   |
| 2016 | Forty Years                       | 12分     | 高精細度ビデオ                                    |                                                                          |
| 2014 | Maternity Test                    | 14分     | 高精細度ビデオ                                    |                                                                          |
| 2013 | The Motherhood Archives           | 90分     | 16ミリ, 高精細度ビデオ, アーカイブ資料            | 配給 Women Make Movies                                                   |
| 2005 | The Samantha Smith Project        | 51分     | デジタルビデオ, スーパー8フィルム, アーカイブ資料 |                                                                          |
| 2001 | Reconstruction                    | 90分     | デジタルビデオ, スーパー8フィルム, アーカイブ資料 | 配給 Women Make Movies                                                   |
| 1997 | For Beijing with Love and Squalor | 58分     | Hi8                                               |                                                                          |